# Модель (альбом)
«Модель» (рус. Модель) — третий студийный музыкальный альбом группы «Океан Ельзи», представленый в 2001 году в Киеве.
На песни «911», «Друг», «Квітка» и «Я до тебе» были сняты клипы.

## Список композиций
1. 911 — (рус. 911(Девять Один Один))
2. Я до тебе — (рус. Я к тебе)
3. Друг ч.1 — (рус. Друг ч.1)
4. Друг ч.2 — (рус. Друг ч.2)
5. Ти собі сама — (рус. Ты себе сама)
6. Квітка — (рус. Цветок)
7. Вставай — (рус. Вставай)
8. Isn’t it сон — (рус. Разве это не сон)
9. Коко Шанель — (рус. Коко Шанель)
10. Сьогодні — (рус. Сегодня)
11. Вулиця (може все не так) — (рус. Улица (может всё не так))

## Музыканты
- Святослав Вакарчук — вокал, Fender Rhodes (3)
- Павел Гудимов — акустическая гитара, электрическая гитара
- Юрий Хусточка — бас
- Денис Глинин — барабаны, перкуссия
- Дмитрий Шуров — синтезаторы, Fender Rhodes

## О песнях
Все песни, кроме 10 — слова и музыка С. Вакарчук
10 — слова С. Вакарчук, музыка — С. Вакарчук, Д. Шуров

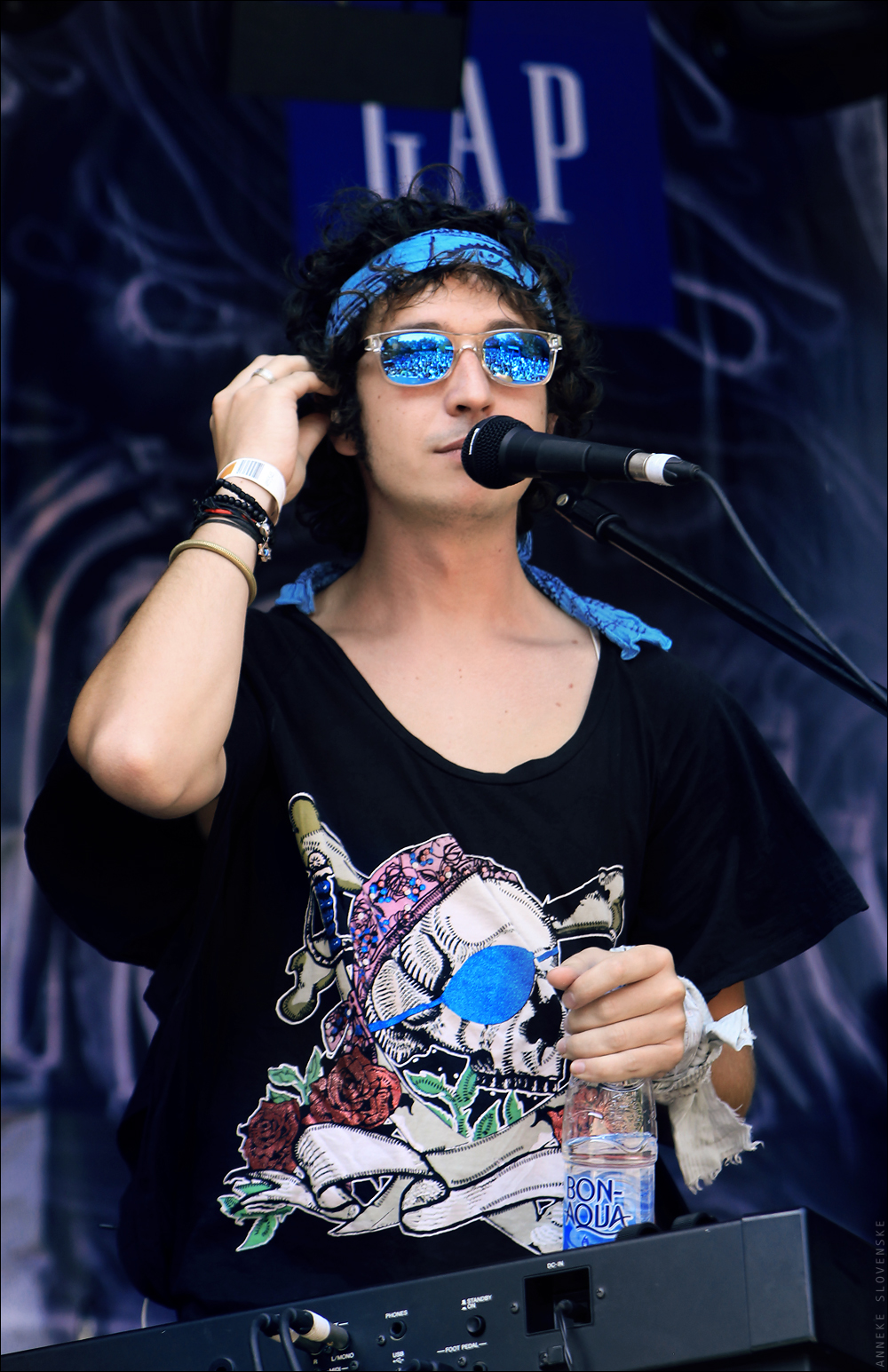
Дмитрий Шуров, присоединившийся к «Океанам» после записи «Модели»

- аранжировка: Сергей Товстолужский.
- запись: Сергей Товстолужский, Олег Ступка
- программирование: Сергей Товстолужский сведение: Сергей Товстолужский, Виталий Телезин
- запись, сведение, мастеринг: студия «Столица Звукозапись» (02.2001 — 04.2001)
- саунд-продюсер альбома: — Сергей Товстолужский
- стиль: Ляля Фонарева — «Дом 911»
- фото: Алина Власова
- дизайн: Владислав Мицовский
- менеджмент: Владислав Мицовский, Юрий Болотов

«То, о чём я написал песню «Друг», — реальная история из моей жизни. И я считаю, что такое случалось не только со мной. Просто кто-то боится об этом говорить вслух.»

## Рецензии
- Дмитрий Бебенин. ОКЕАН ЕЛЬЗИ - Альбом: Модель (англ.). Zvuki.ru (9 июня 2001). Дата обращения: 4 марта 2018.